# Eupithecia falkenbergi
Eupithecia falkenbergi es una especie de polilla de la familia Geometridae. La especie fue descrita por primera vez por Ulrich Ratzel, habiendo sido descrita en 2011, con distribución en Bután.